# قاعده هوپیتال

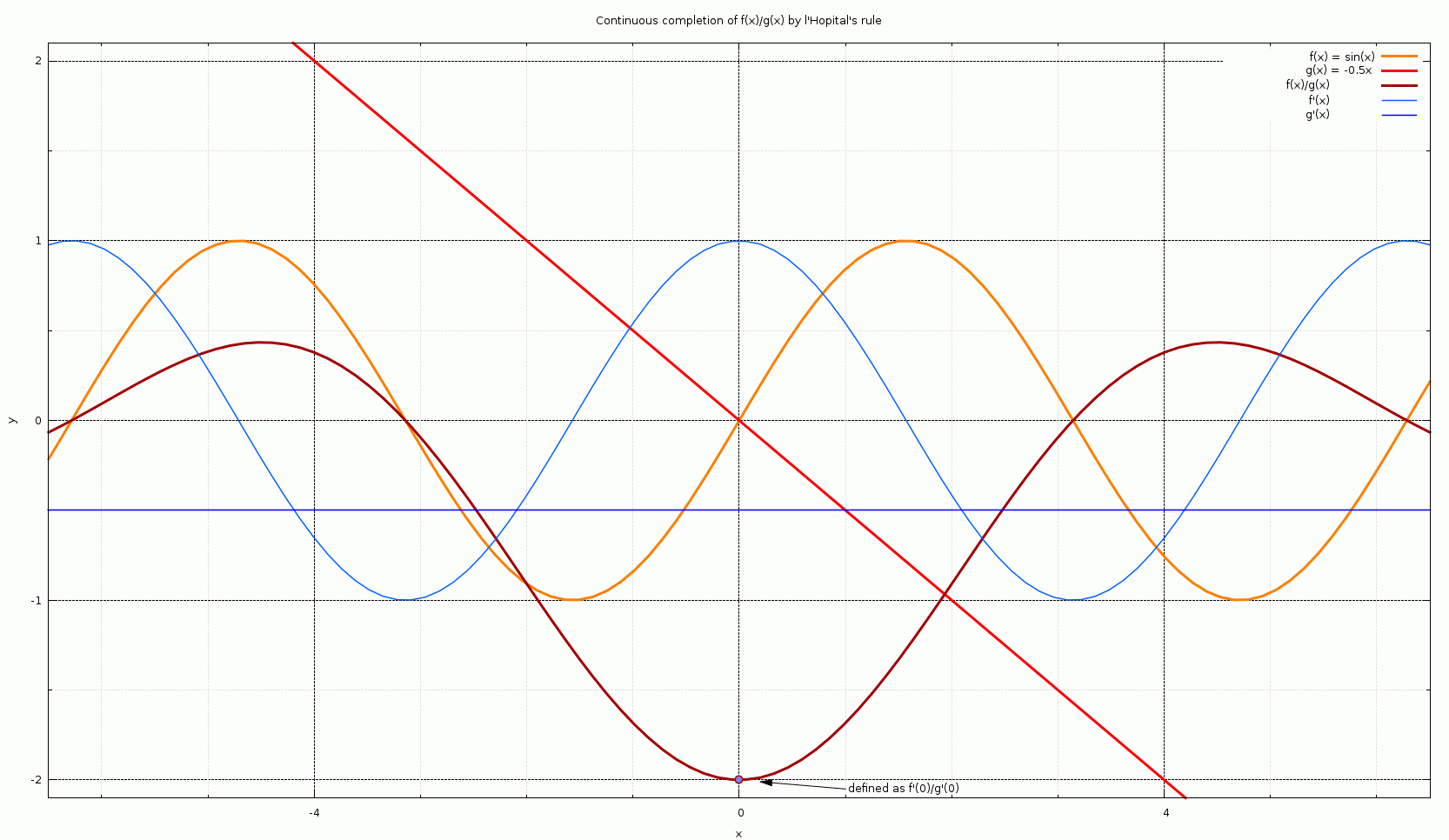
مثال برای استفاده از قاعدهٔ هوپیتال f(x) = sin(x) و g(x) = −0.5x: تابع h(x) = f(x)/g(x) در x = 0, تعریف نشده است اما حد آن در این نقطه برابر است با h(0) = f′(0)/g′(0) = −2.

قاعدهٔ هوپیتال یا لوپیتال (به فرانسوی: L'Hôpital)(فرانسوی: [lopital]) در حسابان، روشی است که با استفاده از آن می‌توان حد تابع را، در صورت وجود، در نقطه‌ای که مقدار آن {\tfrac {0}{0}} یا {\tfrac {\pm \infty }{\pm \infty }} است به دست آورد. به بیان دیگر، برای رفع ابهام یک کسر تعریف نشده از این قاعده بهره می‌گیرند.

## پیشینه
یوهان برنولی قراردادی با گیوم دو لوپیتال امضا کرد که به موجب آن می‌بایست کشفیات خود در ریاضیات را برای او بفرستد. نتیجه این شد که مهم‌ترین سهم برنولی در ریاضیات امروزه به نام قاعدهٔ هاپیتال و یا با تلفظ فرانسوی آن، قاعدهٔ لوپیتال نامیده می‌شود.

## تعریف ریاضی
تابع کسری h={\tfrac {f}{g}} را در نظر بگیرید؛
اگر حدّ توابع {\displaystyle \ f}و {\displaystyle \ g}در نقطه‌ای مانند c صفر یا بی‌نهایت شود و در یک همسایگی محذوف c، تابع 'g هیچ کجا صفر نباشد و این توابع مشتق‌پذیر باشند،
می‌توان برای رفع ابهام، از صورت و مخرج تابع به طور جداگانه مشتق گرفته و سپس حد تابع جدید را در نقطه c محاسبه کنیم.
به بیان دیگر:
اگر
{\displaystyle \lim _{x\to c}f(x)=\lim _{x\to c}g(x)=0\ }
یا
{\displaystyle \lim _{x\to c}g(x)=\pm \infty }
آنگاه
{\displaystyle \lim _{x\to c}h(x)=\lim _{x\to c}{\frac {f(x)}{g(x)}}=\lim _{x\to c}{\frac {f'(x)}{g'(x)}}}
به شرط آن که عبارت سمت راست، در *R تعریف شده باشد.

## نمونه
{\displaystyle {\begin{aligned}\lim _{x\to 0}{\frac {\sin x}{x}}&=\lim _{x\to 0}{\frac {\cos x}{1}}\\&=1\end{aligned}}}
یا
{\displaystyle {\begin{aligned}\lim _{x\to 0}{\frac {\ln x}{\frac {1}{x}}}&=\lim _{x\to 0}{\frac {\frac {1}{x}}{\frac {-1}{x^{2}}}}\\&=0\end{aligned}}}